# Mouvement de décolonisation et d'émancipation sociale
Le Mouvement de décolonisation et d'émancipation sociale (MDES) est un parti politique indépendantiste guyanais. Il est en général classé à l'extrême gauche.

## Programme
L'objectif final de ce parti est l'indépendance de la Guyane, considérée par ce parti comme une colonie de la France. Il envisage également le passage à un statut transitoire vers l'indépendance, et a appelé à voter oui lors du référendum sur l'autonomie de la Guyane du 10 janvier 2010.

## Manifeste du MDES pour la décolonisation de la Guyane
Ce manifeste rendu public le  1er octobre 1997, défend les points suivants :
- Défense de l’intégrité territoriale de la Guyane
- Défense des intérêts supérieurs du peuple guyanais
- Arrêt du génocide programmé
- Économie auto-centrée
- Autosuffisance alimentaire et des premières nécessités
- Développement d’un secteur mixte
- Protection du marché guyanais et des productions locales
- Accès à la ressource minière
- Accès à la terre pour tous
- Accès aux financements
- Taxation du spatial au profit de la Guyane
- Priorité aux entreprises locales
- Priorité à l’encadrement local dans le public et le privé
- Priorité à l’embauche et à la promotion locale
- Priorité aux cultures locales
- Respect et reconnaissance des droits coutumiers
- Reconnaissance des langues maternelles
- Coopération internationale directe, notamment sur les questions économiques, culturelles et d’immigration
- Contrôle des biens de tous les élus par le citoyen

## Résultats électoraux

### Élections législatives
Dans la première circonscription en 2022, Jean-Victor Castor, soutenu par le NPA et s'opposant à Yvane Goua soutenue par la France insoumise arrive en tête et emporte le siège de député.
| Année | Premier tour        | Premier tour        | Second tour         | Second tour         | Sièges              |
| Année | %                   | Rang                | %                   | Rang                | Sièges              |
| ----- | ------------------- | ------------------- | ------------------- | ------------------- | ------------------- |
| 2007  | 11,81               | 4e                  |                     |                     | 0 / 2               |
| 2012  | 11,03               | 4e                  | 0 / 2               |                     |                     |
| 2017  | Absence de candidat | Absence de candidat | Absence de candidat | Absence de candidat | Absence de candidat |
| 2022  | 9,70                | 4e                  | 28,89               | 1er                 | 1 / 2               |
| 2024  | 37,55               | 1er                 | 52,55               | 1er                 | 1 / 2               |

### Élections régionales
| Année | %    | Sièges | Rang |
| ----- | ---- | ------ | ---- |
| 1998  | 8,6  | 3 / 31 | 4e   |
| 2004  | 6,55 | 0 / 31 | 5e   |

### Élections territoriales
| Année | %    | Sièges | Rang |
| ----- | ---- | ------ | ---- |
| 2015  | 5,71 | 0 / 51 | 5e   |

Alain Tien-Liong, conseiller général MDES du canton de Cayenne-sud-ouest, est président du Conseil général de la Guyane entre 2004 et 2015.

## Identité visuelle

Ancien logo.
Logo utilisé aujourd'hui.